# Потоцкий, Альфред Юзеф
Граф А́льфред Ю́зеф Пото́цкий (пол. Alfred Józef Potocki; 29 июля 1817 или 1822, Ланьцут — 18 мая 1889, Париж) — польский магнат из рода Потоцких, австро-венгерский государственный и политический деятель, маршал Галицкого Сейма, наместник Королевства Галиции и Лодомерии. В 1870—1871 — министр-президент Цислейтании.

## Биография
Происходил из влиятельного польского дворянского рода Потоцких. В 1848 стал депутатом Рейхсрата. Поступил на дипломатическую службу. С 1861 наследственный член Палаты господ (Heerenhaus). В 1863—1869 — депутат Сейма Галиции, с 1875 до 1877 был его маршалом (председателем).
С 30 декабря 1867 по 15 января 1870 — министр земледелия в правительствах Карла Вильгельма фон Ауэршперга и Эдуарда Тааффе. Был сторонником федерализации Цислейтании, подал в отставку после того, как его точка зрения не получила поддержки в правящих кругах.
12 апреля 1870 назначен министр-президентом и министром земледелия (до 6 мая). 28 июня 1870 — 6 февраля 1871 — также министр обороны родины (Landesverteidigungsminister). На время, в течение которого работало правительство Потоцкого, пришлось решение о разрыве Конкордата с Римско-католической Церковью. Предпринял попытку выработать механизм федерализации Цислейтании, но не нашел поддержки со стороны потенциальных союзников — чешских депутатов Рейхсрата. 4 февраля 1871 подал в отставку.
В 1875—1883 — австрийский штатгальтер Галиции. Проявил себя как либерально-консервативный монархист, предпринимал усилия для урегулирования конфликтов между польским и русинским населением, развития сельского хозяйства и сельхозпереработки. В 1873 году стал одним из инициаторов создания в Кракове Польской академии знаний.
Кавалер ордена Золотого Руна. Известен как заказчик строительства дворца Потоцких во Львове, достраивал дворец уже его сын Роман.

## Семья
- Дед — Ян Потоцкий (1761—1815), автор «Рукописи, найденной в Сарагосе».
- Отец — Альфред Потоцкий (1785—1862), 1-й ординат ланьцутский.
- Мать — Жозефина Чарторыйская (1788—1862), дочь Юзефа Клеменса Чарторыйского (1740—1810) и Дороты Барбары Яблоновской (1760—1844)

## Брак и дети
Сочетались браком в 1851 году в поместье тестя Славуте. Жена — Мария Климентина Сангушко (1830—1903), дочь князя Романа Сангушко (1800—1881) и Натальи Потоцкой (1810—1830). .
В браке родилось четверо детей:
- граф Роман Потоцкий (1852—1915), 1-я жена (с 1882 года): графиня Изабелла Потоцкая (1864—1883), 2-я жена (с 1885 года): княжна Матильда Мария Эльжбета Радзивилл (1861—1950)
- графиня Юлия Потоцкая (1854—1921), муж (с 1872 года): граф Владислав Михаил Пий Браницкий (1848—1914)
- графиня Клементина Потоцкая (1856—1921), муж (с 1878 года): граф Ян Тышкевич (1851—1901)
- граф Юзеф Николай Ксаверий Мария Альфред Якуб Потоцкий (1862—1922), жена (с 1892 года): княжна Хелена Августа Паулина София Мария Радзивилл (1874—1958)